# 百战天狼
《百战天狼》（英語：The Wolf Warriors），2017年中國時代劇，由于晓光、張嘉倪、张天霖、苑子艺领衔主演，2017年5月11日于湖南潇湘电影频道播出。

## 播出时间

### 首播
| 频道             | 所在地   | 播映日期      | 播出时间 | 备注 |
| ---------------- | -------- | ------------- | -------- | ---- |
| 湖南潇湘电影频道 | 中国大陆 | 2017年5月11日 |          |      |

## 演员列表

### 主要演员
| 演员   | 角色        | 介绍 |
| 于晓光 | 马盖天/天狼 | 绰号“天狼”，福星保镖公司创始人，不带枪、不要命、难不倒、打不死的超级保镖。                                                                                       |
| 張嘉倪 | 周红珊      | 霸道女总裁，美女企业家，福星保镖公司出资人，美貌干练而不失女性温柔。                                                                                             |
| 张天霖 | 黑鹰        | 反一号，绰号“黑鹰”的王牌杀手，是天狼曾经的搭档和宿敌。 |
| 苑子艺 | 林桐菲/幻蝶 | 本名"幻蝶"因意外失憶化名"林桐菲"。林桐菲不但有美艳的外表，而且身材火辣。作为一名职业间谍，无论是跟踪，还是格斗狙击，林桐菲都样样精通，其专业水平超过了很多男人。 |

### 其他演员
| 演员     | 角色   | 介绍 |
| 刘惠     | 胡德宝 |      |
| 向以丞   | 乐陶陶 |      |
| 江宏恩   | 旷世勋 |      |
| 景岗山   | 谭荣成 |      |
| 郭鋒     | 樂哥   |      |
| 赵亮     | 大胡子 |      |
| 曾一萱   | 梦妮   |      |
| 徐麒丰   | 冯远   |      |
| 斯琴高丽 | 叶凤云 |      |
| 王皓祯   | 陈力   |      |